# Hyacinthe
Pour les articles homonymes, voir Hyacinthe (homonymie).
Dans la mythologie grecque, Hyacinthe (en grec ancien Ὑάκινθος / Hyákinthos) est un jeune homme d'une grande beauté, aimé d'Apollon et de Zéphyr. Il trouve la mort car Zéphyr était jaloux qu'Apollon fût aussi amoureux, alors il dévia le disque d'Apollon qui frappa Hyacinthe à la tempe, ce qui le tua. De son sang naît une fleur qui porte son nom, le Hyacinthus. Hyacinthe est un héros laconien,, dont le tombeau et le culte étaient situés à Amyclées près de Sparte.
Les Hyacinthies, fête qui lui était dédiée à Amyclées, sont attestées à Cnossos et à Tylissos ainsi que dans beaucoup de cités doriennes.

## Étymologie
L'étymologie du grec ancien Ὑάκινθος / Hyákinthos n'est pas établie. Karl Brugmann a proposé le sens de « jeune adolescent ». La proposition a été acceptée par Lewis Richard Farnell,, mais elle reste discutée.
Pour Otto Haas, la forme préhellénique sur laquelle repose huákinthos est basée sur *swo-gên-to, « né de soi-même », une désignation du Feu.

## Filiation
Hyacinthe est le fils du roi Amyclas, personnification d'Amyclée, et de son épouse Diomédé,,.
D'après une autre tradition, rapportée par le pseudo-Apollodore, Hyacinthe est le fils de Piéros, héros éponyme de la Piérie, et de la muse Clio,.
D'après une tradition rapportée par Lucien de Samosate et Hygin, Hyacinthe est le fils d'Œbale, roi de Sparte,,.
La tradition laconienne donnait à Hyacinthe un frère, Kunortas, « lever du chien », nom qui fait allusion à la levée de l'étoile du Chien, Sirius.

## Mythe

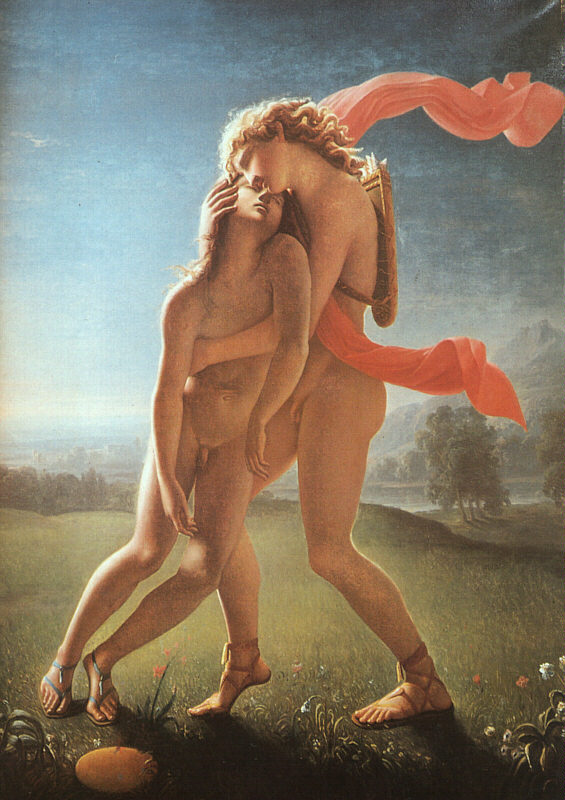
La Mort d'Hyacinthe, par Jean Broc, 1801, musée Sainte-Croix (Poitiers)

Le fragment 171 du Catalogue des femmes du pseudo-Hésiode, restitué par Reinhold Merkelbach et Martin L. West, serait la plus ancienne expression littéraire connue du mythe d'Hyacinthe,.
Hélène, tragédie grecque d'Euripide, est le plus ancien texte connu à rapporter le mythe de Hyacinthe,.
D'une beauté exceptionnelle, Hyacinthe est aimé d'Apollon et de Zéphyr, ou de Borée. Apollon lui enseigne la musique, l'arc, la divination, la lyre, ainsi que tous les exercices sportifs que devait maîtriser un jeune Lacédémonien. Alors qu'il lui apprend à lancer le disque, Hyacinthe est , à cause de Zéphyr qui dévia la trajectoire du disque , frappé à la tempe par le disque, et meurt. De son sang naissent des fleurs qu'on appelle, d'après le nom du jeune homme, des ὑάκινθοι / huákinthoi. Les pétales de la fleur portent l'initiale du jeune homme, Υ ou, selon la version, le mot ΑΙ, cri de lamentation d'Apollon.
Chez Ovide, le disque rebondit sur un rocher avant de frapper Hyacinthe à la tête,. Chez Commodien, le disque glisse des mains d'Apollon qui ne peut le retenir. Chez Servius comme dans le premier et le second des mythographes du Vatican, le vent qui dévie le disque est imputé à Borée,.
Le pseudo-Apollodore offre une version différente : l'aède thrace Thamyris s'éprend de Hyacinthe, donnant ainsi naissance à la pédérastie. La version apollodorienne rejoint ensuite la version commune : Hyacinthe est aimé d'Apollon et tué accidentellement par lui, au cours d'un jeu de disque.
Le rapport de la mort du héros et la naissance d'une fleur du même nom n'est attestée qu'à la fin IVe siècle av. J.-C. : sa plus ancienne mention connue se trouve dans les Histoires incroyables de Paleiphatos.
Dans la littérature romaine antique, Hyacinthe n'apparaît qu'avec Hygin.

## Culte

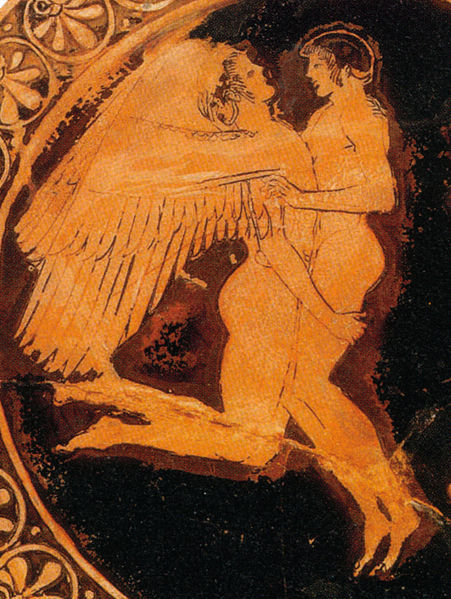
Zéphyre et Hyacinthe. Coupe attique à figures rouges de Tarquinia, v. 480 av. J.-C. Musée des Beaux-Arts, Boston

Hyacinthe est fêté à Sparte lors de la fête des Hyacinthies et à Milet lors de la fête des Hyacinthotrophies. Il donne également son nom à un mois dorien, hyakinthios.
Tarente abritait un tombeau de Hyacinthe. Son existence nous est connue par Polybe,.
Le mois hyakinthios ou ses variantes graphiques — telles Bakinthios et Wakinthios — sont attestées à Gythion, Calmnnos, Cnide, Cos, Rhodes, Théra, Lato et Malia, ainsi peut-être qu'à Byzance,. Les auteurs, considérant que les noms des mois sont dérivés du plus important des cultes du mois, en déduisent que des Hyacinthies étaient célébrées dans ces localités,.
Il a peut-être été honoré à Ténos où une tribu Hyakinthis est attestée.

## Interprétations
Le nom d'Hyacinthe est d'origine préhellénique, comme en témoigne le suffixe « -nth ». Selon l'interprétation classique, son mythe, où Apollon est un dieu pré-dorien, est une métaphore classique de la mort et du renouvellement de la nature, comme dans le mythe d'Adonis. Plusieurs auteurs ont ainsi supposé que le disque qui tue Hyacinthe puisse être une métaphore du soleil. Certains éléments des Hyacinthies, telle la « grande galette ronde au miel », suggèrent également que « le soleil, le cycle annuel de l'astre et le moment de l'année, étaient présents dans la trame symbolique de la fête. »

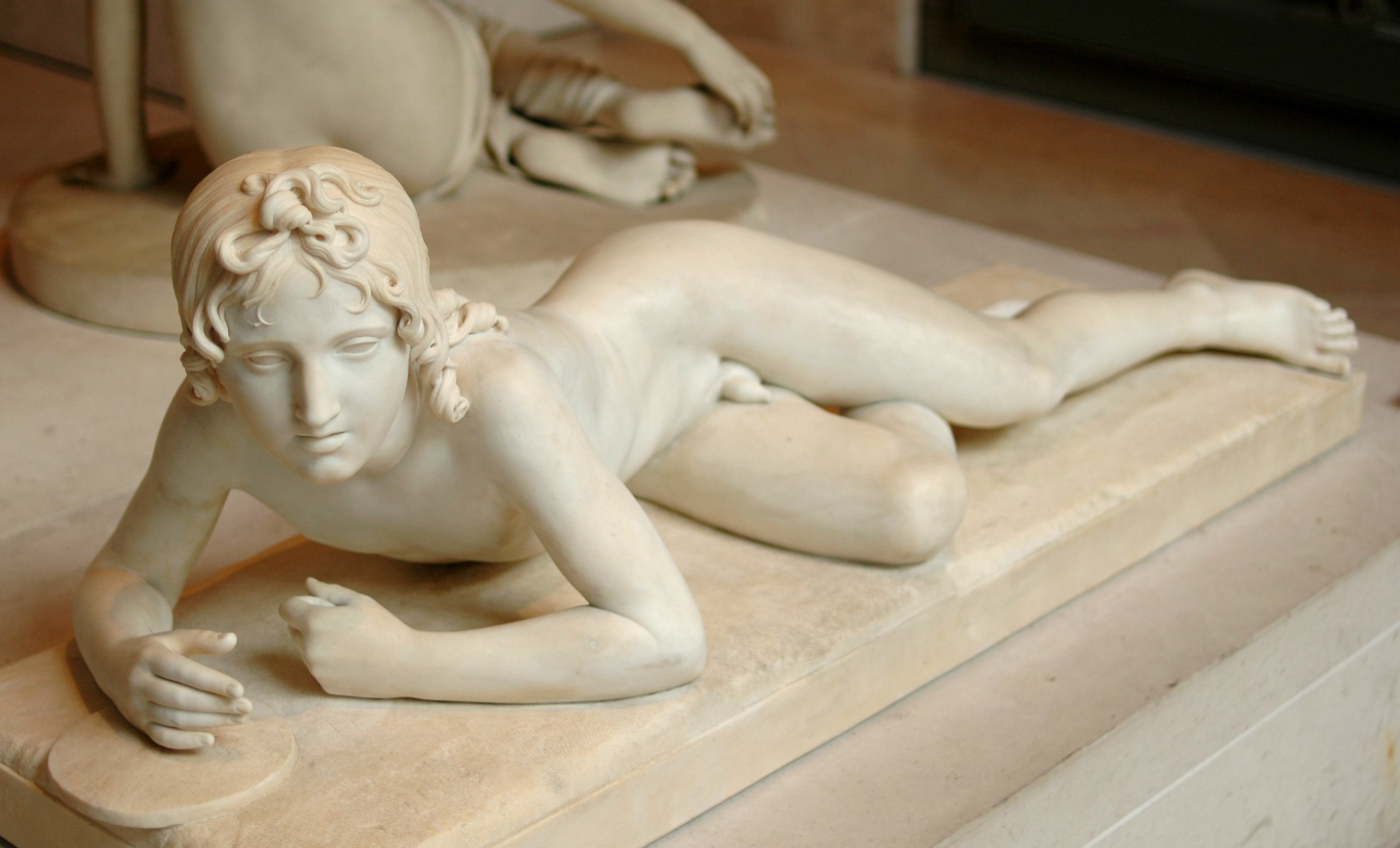
Hyacinthe ; François Joseph Bosio, 1817, Louvre

Pour Jean Haudry, si comme le propose Otto Haas, Hyacinthe « né de lui-même », est un ancien Feu, alors le lien avec le vent Zéphyr et Apollon Vent est naturel. Si le vent active le feu, il peut aussi l'éteindre.
Hyacinthe est aujourd'hui considéré comme une divinité préhellénique de la végétation,, évincée par Apollon, auquel elle reste associée dans l'épiclèse d'Apollon Hyakinthos (ou Hyakinthios),.
Bernard Sergent, élève de Georges Dumézil, estime qu'il s'agit plutôt d'une légende initiatique, fondatrice de la pédérastie institutionnelle spartiate : Apollon enseigne à Hyacinthe comment devenir un jeune homme accompli. De fait, selon Philostrate, Hyacinthe apprend non seulement le lancer du disque, mais tous les exercices de la palestre, le maniement de l'arc, la musique, l'art divinatoire ou encore le jeu de la lyre. Par ailleurs, Pausanias rapporte qu'Hyacinthe, dans la statuaire, est parfois représenté barbu, parfois imberbe ; il évoque également son apothéose, représentée sur le piédestal de la statue rituelle du jeune homme à Amyclées, son lieu de culte. Le poète Nonnos de Panopolis mentionne la résurrection du jeune homme par Apollon. Pour Sergent, la mort et la résurrection comme l'apothéose représentent le passage à l'âge adulte.

## Hyacinthe, père des Hyacinthides

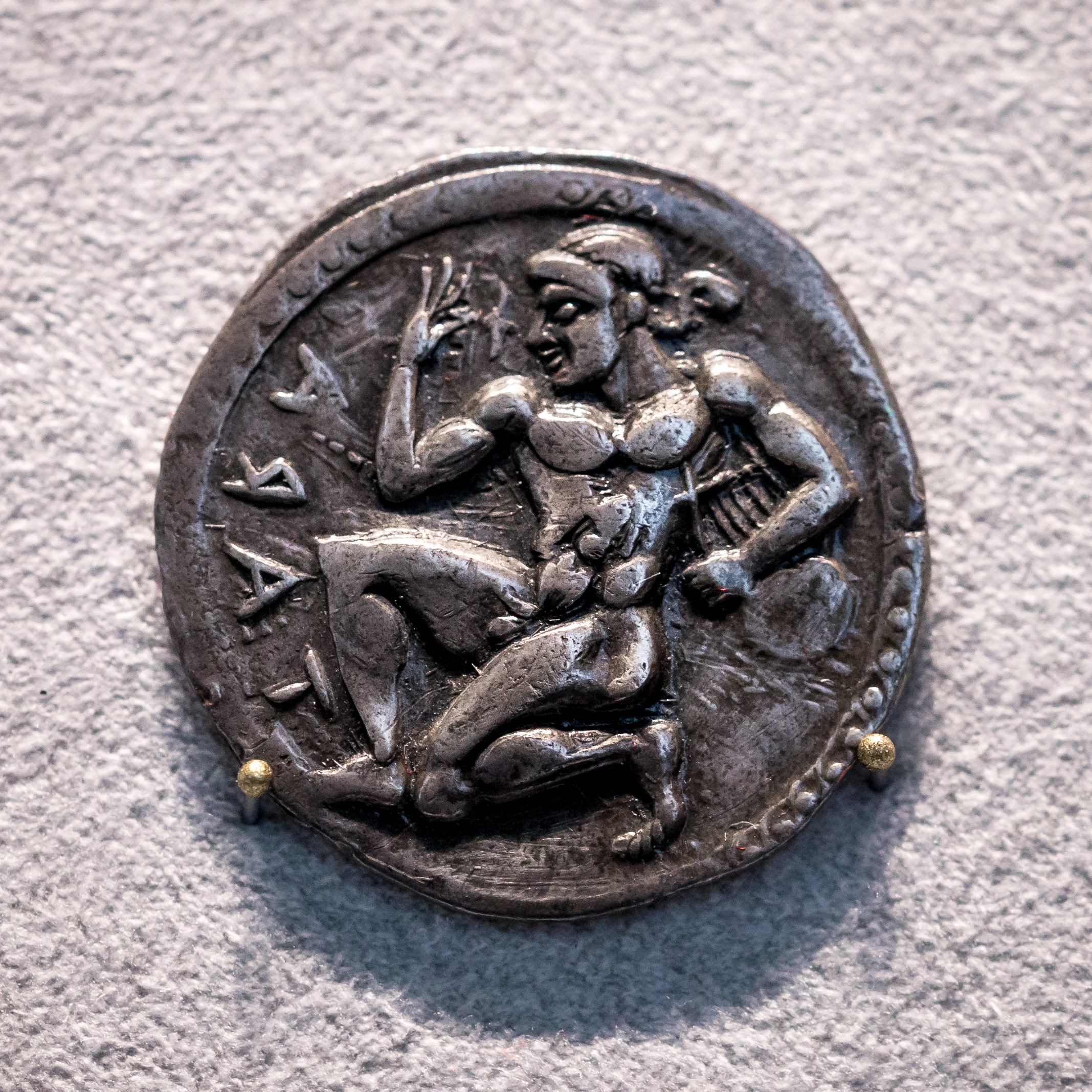
Hyacinthe agenouillé, tenant une jacinthe et une lyre. Statère en argent. Tarente, 510-500 av. J.-C.

Chez le pseudo-Apollodore,, et Harpocration, d'après la Souda,, Hyacinthe est un homme mûr dont les filles — les Hyacinthides (Ὑακινθίδες / Hyakinthídes) — sont sacrifiées sur le tombeau du cyclope Géraistos par les Athéniens à la prière de Minos à Zeus. Pour Pierre Grimal, ce Hyacinthe ne doit pas être associé au héros aimé d'Apollon.
Le second décret sur la restauration des sanctuaires en Attique atteste l'existence à Athènes d'un sanctuaire dédié à Hyacinthe : le Hyakinthion. Sa localisation est incertaine, mais il a été proposé de l'identifier au sanctuaire des Nymphes, situé sur la colline du même nom (aujourd'hui colline de l'Observatoire) près de l'église Sainte-Marine.

## Iconographie
Aucune représentation antique connue ne montre Hyacinthe et Apollon ensemble — à l'exception peut-être d'une coupe du peintre d'Akestorides, montrant un jeune garçon à califourchon sur un cygne. Philostrate de Lemnos décrit toutefois un tableau, peut-être fictif, les réunissant juste après la métamorphose du jeune homme.
En revanche, il est souvent représenté dans la céramique attique en compagnie de Zéphyr, soit qu'il soit enlevé par ce dernier, soit que ce dernier pratique un coït intercrural couché[réf. nécessaire].

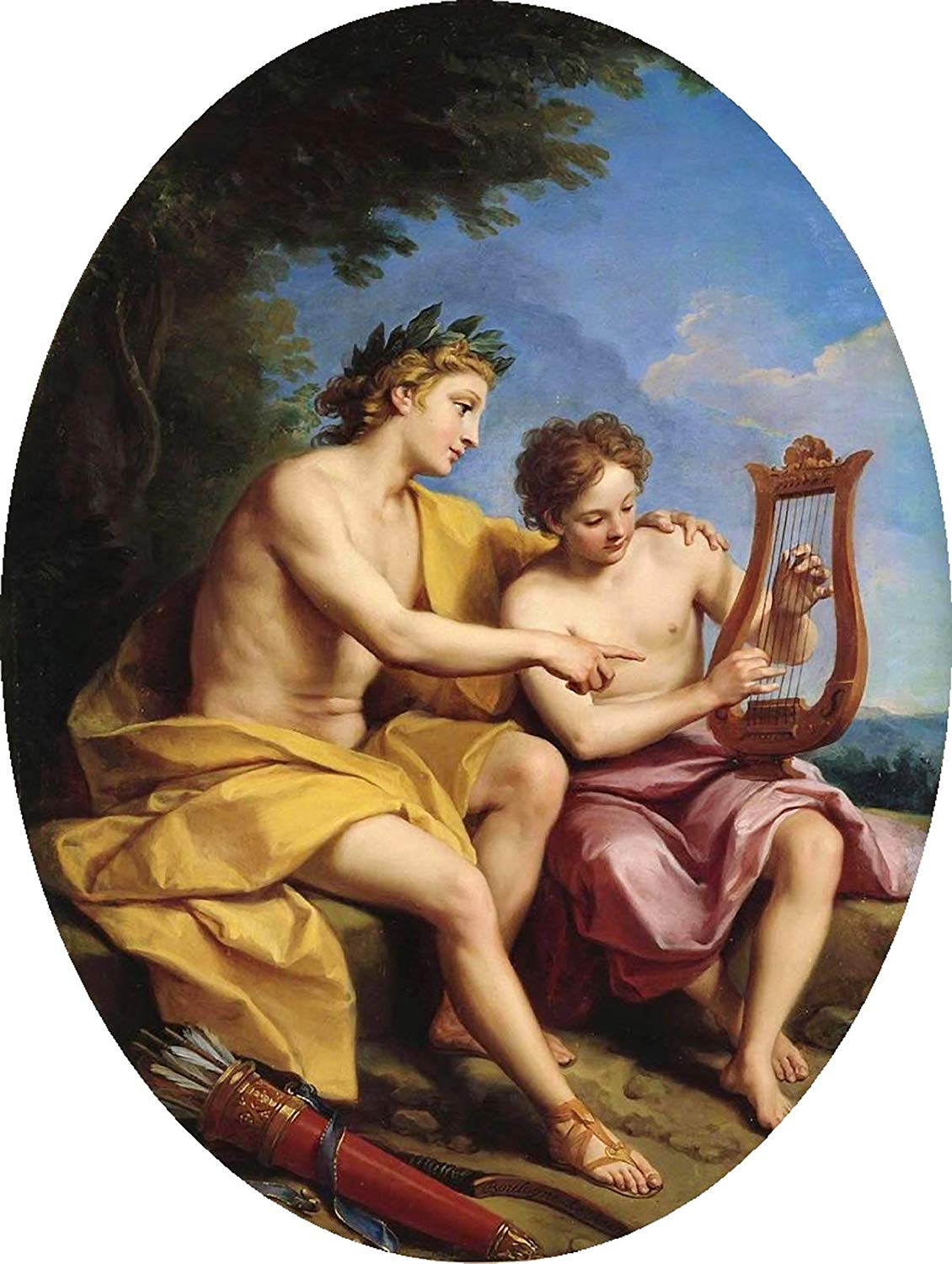
Louis de Boullogne, Le jeune Apollon enseigne à Hyacinthe à jouer de la lyre, 1688. Château de Versailles
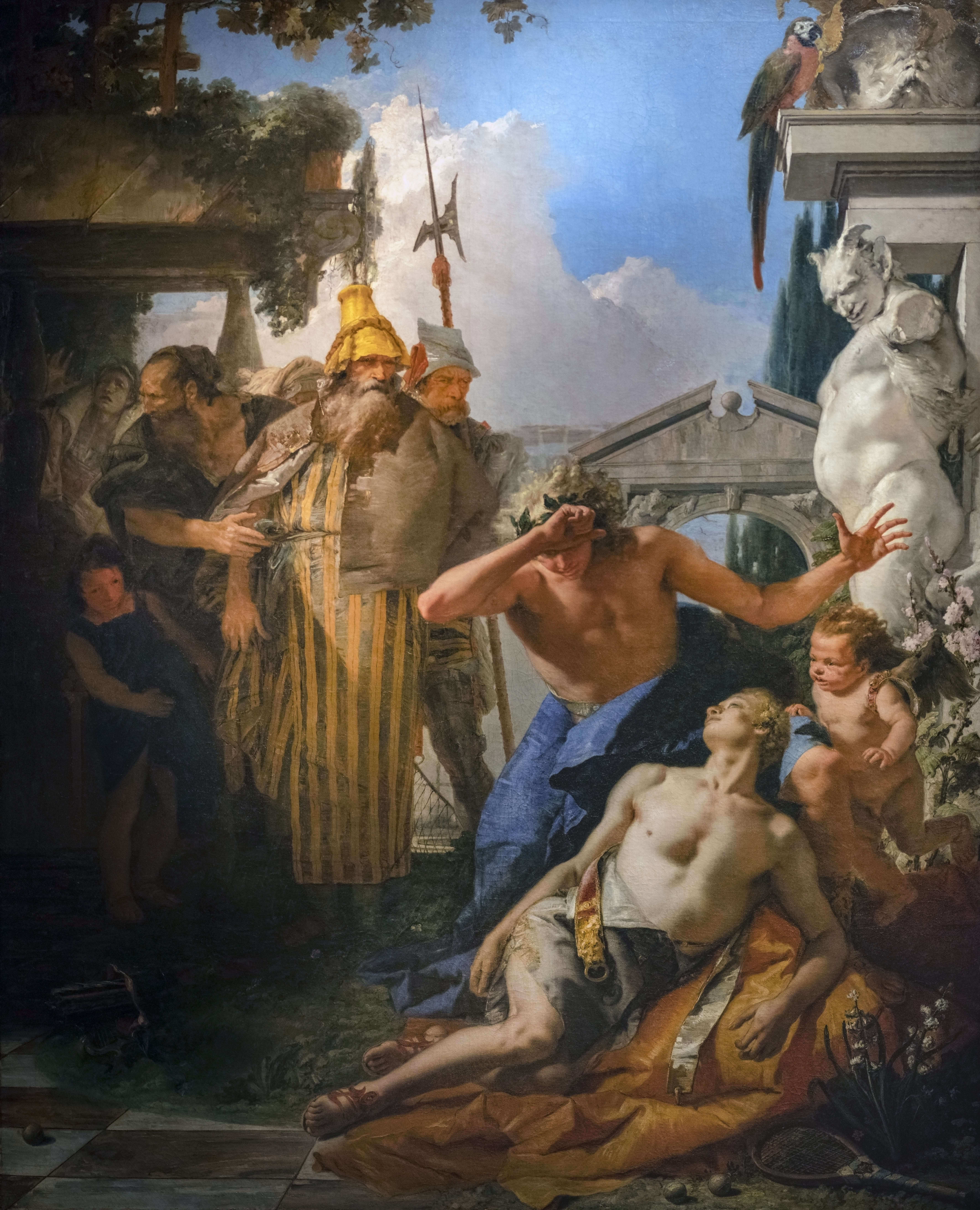
La Mort de Hyacinthe Giambattista Tiepolo, 1752-1753 Musée Thyssen-Bornemisza, Madrid
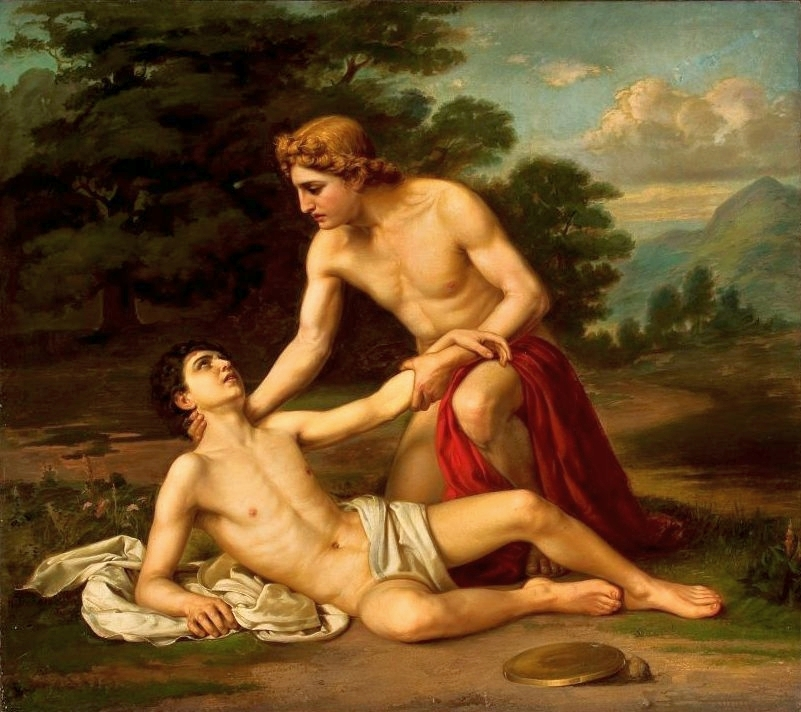
Alexandre Kisseliov, La Mort d'Hyacinthe, musée national de Varsovie
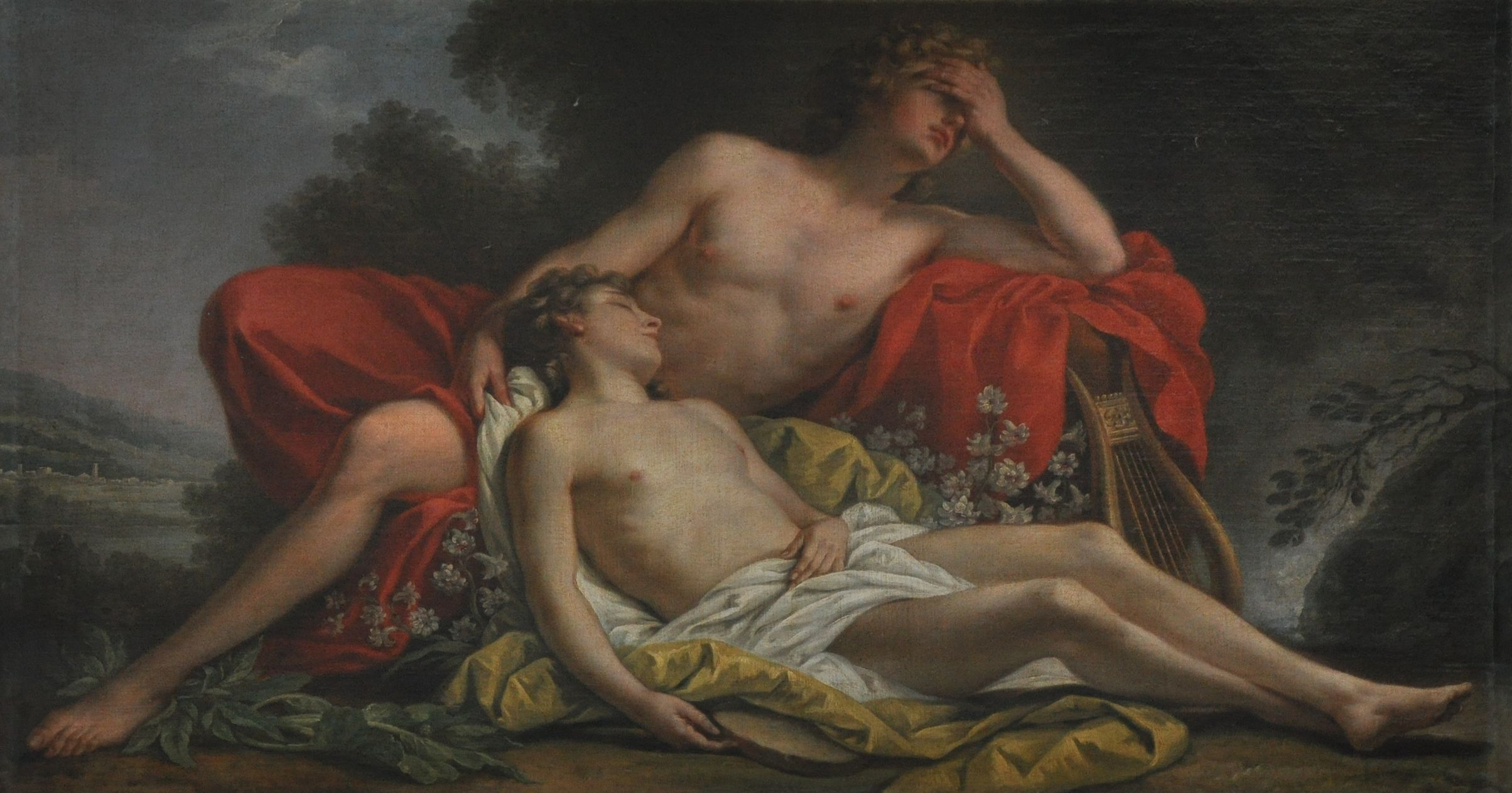
Nicolas-René Jollain, Hyacinthe changé en fleur, 1769, château de Versailles

### Sources antiques

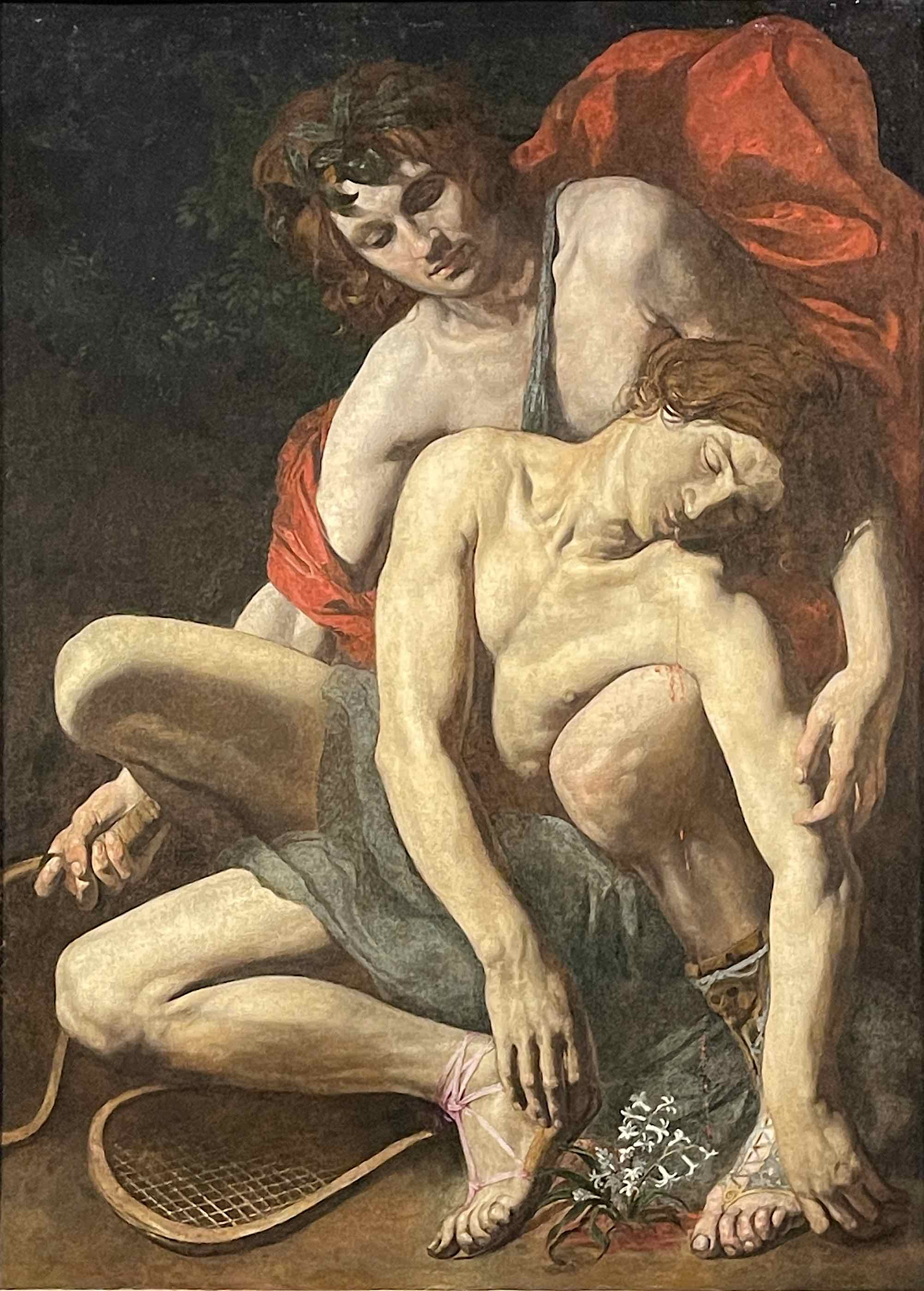
Valentin de Boulogne, La Mort de Hyacinthe.

- [Pseudo-Apollodore] Pseudo-Apollodore, Bibliothèque (BNF 15771906, lire en ligne) [détail des éditions] (I, 3, 3 ; III, 10, 3).
- Catalogue des femmes [détail des éditions] (fr. 171 MW).
- Euripide, Hélène [détail des éditions] [lire en ligne] (v. 1469-1475).
- Lucien de Samosate, Dialogue des dieux [lire en ligne] (§ 14).
- Ovide, Métamorphoses [détail des éditions] [lire en ligne] (X, 163-219).
- Palaiphatos, Histoires incroyables [détail des éditions] (lire en ligne) (XLVI).
- Pausanias, Description de la Grèce [détail des éditions] [lire en ligne] (III, 19, 3-5).
- Philostrate, Les Tableaux (I, 24) (Philostrate et Auguste Bougot (trad. et éd.), Une galerie antique de soixante-quatre tableaux [« Φιλόστρατος Εικόνες »], librairie Renouard,‎ 1881 (lire en ligne).).
- [Bion] Bion, Muses, fr. 1[B 1].
- [Clément d'Alexandrie] Clément d'Alexandrie, Protreptique (BNF 12324201), chap. 2, II, 33, 5[B 2].
- Clément de Rome, Homélies, 5, XV[B 2].
- [Commodien] Commodien, Instructions (BNF 16061120).
- [Hygin] Hygin, Fables [détail des éditions] (BNF 13320765).
- [Isidore de Séville] Isidore de Séville, Étymologies (BNF 13179089), XVII, 9, 15[B 2].
- [Martial] Martial, Épigrammes [détail des éditions] (BNF 12251250), XI, 43 ; et XIV, 173[B 2].
- [Nicandre de Colophon] Nicandre de Colophon, Thériaques (BNF 13188633), 902-906[B 1].
- [Nonnos de Panopolis] Nonnos de Panopolis, Dionysiaques [détail des éditions] (BNF 12008344, lire en ligne), II, 81-83 ; III, 152-163 ; IV, 134 ; X, 250-255 ; XI, 259-261, 330 et 365 ; XII, 209 et 225 ; XIX, 100-105 et 181-188 ; XXIX, 91-99 et 139-145 ; XXXII, 27 ; et XLVIII, 587[B 2].
- [Oppien] Oppien de Syrie, Cynégétique (BNF 14626755), I, 362[B 2].
- [Ovide] Ovide, Fastes [détail des éditions] (BNF 12213123), V, 225-229[B 2].
- Philostrate le Jeune, Images (BNF 13505338), partie 14[B 2].
- Philostrate le Vieux, Images (BNF 12305561), partie 24[B 2].
- [Pline l'Ancien] Pline l'Ancien, Histoire naturelle [détail des éditions] (BNF 12011602), XXI, 66 ; et XXXV, 131[B 2].
- [Plutarque] Plutarque, Vie de Numa, 4, 8[B 2].
- [Servius] Servius, Commentaire sur Virgile (BNF 12106873)[B 2].
- [Stace] Stace, Thébaïde [détail des éditions] (BNF 12428024), VII, 412-413[B 2].
- [Théophile d'Antioche] Théophile d'Antioche, Trois livres à Autolycus (BNF 12549500), I, 9[B 2].
- Premier Mythographe du Vatican (BNF 13191137), II, 15 = 177[B 2].
- Deuxième Mythographe du Vatican (BNF 13191140), 181, 208[B 2].

Références
1. 1 2  Moreno Conde 2008, n. 9, p. 10.
2. 1 2 3 4 5 6 7 8 9 10 11 12 13 14 15 16  Moreno Conde 2008, n. 10, p. 11.